# Alfredo Evangelista
Alfredo Evangelista Chamorro (* 3. Dezember 1954 in Montevideo, Uruguay) ist ein ehemaliger uruguayischer Schwergewichtsboxer. Er stand mit Leuten wie Muhammad Ali und Larry Holmes im Ring.

## Laufbahn
Als Jugendlicher zog Evangelista nach Barcelona und nahm die spanische Staatsbürgerschaft an.
Nach einer relativ erfolgreichen Amateurkarriere debütierte er am 10. Oktober 1975 erfolgreich gegen Angelo Visini. In seinem vierten Kampf boxte er nur unentschieden gegen Jose Antonio Galvez. 1976 schlug er unter anderem Lucien Rodriguez und Rudi Lubbers. 1977 verlor er über 8 Runden nach Punkten gegen den Italiener Lorenzo Zanon. Nur drei Monate später boxte er gegen Muhammad Ali um die WBC- und WBA-Weltmeisterschaft. Den Kampf, der auf 15 Runden angesetzt war, verlor Evangelista einstimmig nach Punkten.
Noch im selben Jahr wurde er Europameister, als ihm ein technischer K.-o.-Sieg gegen Lucien Rodriguez – den er ein Jahr zuvor schon mal besiegt hatte – in der 11. Runde gelang. Diesen Titel verteidigte er noch im selben Jahr gegen Pedro Soto und Jean-Pierre Coopman. 1978 verteidigte er seinen Titel gegen Billy Aird und Dante Cane und boxte zum zweiten Mal um die WBC-Weltmeisterschaft. Diesmal hieß der Gegner Larry Holmes. Der ungeschlagene Holmes schlug ihn in der 7. Runde klassisch k. o. Es war zugleich das erste Mal, dass Evangelista durch K. o. verlor.
Im darauffolgenden Jahr schlug er in einer EM-Titelverteidigung zum dritten Mal Lucien Rodriguez und boxte das zweite Mal gegen den Italiener Lorenzo Zanon, gegen den er schon einmal verloren hatte. Evangelista verlor das zweite Mal gegen Zanon und hatte somit seinen Europameistertitel los. Im selben Jahr boxte er gegen Felipe Rodriguez um die spanische Meisterschaft. Der Kampf endete unentschieden.
Zwei Monate später wurde er von Leon Spinks in der fünften Runde k. o. geschlagen. 1981 boxte er das zweite Mal gegen Felipe Rodriguez um die spanische Meisterschaft. Der Kampf endete erneut unentschieden. Im Sommer desselben Jahres traf er auf den ungeschlagenen Greg Page. Page schlug ihn in der zweiten Runde k. o. Gegen den Engländer Terry O’Connor trennte er sich in Madrid unentschieden. Im Jahr 1982 trat er das vierte Mal gegen Lucien Rodriguez an. Diesmal konnte Rodriguez das erste und einzige Mal gegen Evangelista gewinnen.
1983 besiegte er den starken Renaldo Snipes durch eine geteilte Punktentscheidung über 10 Runden. Seinen nächsten Kampf gegen Hughroy Currie verlor er allerdings. Es folgten Siege unter anderem gegen Louis Pergaud und Marty Capasso. Im Jahr 1986 musste er gegen Steffen Tangstad und Patrick Lumumba jeweils eine Punktniederlagen hinnehmen. Es gelangen ihm aber auch zwei klassische K.-o.-Siege.
1987 boxte er gegen den Niederländer Andre van den Oetelaar um den vakanten Europameistertitel. Evangelista gelang ein technischer K.-o.-Sieg in Runde 5 und wurde somit zum zweiten Mal Europameister im Schwergewicht. Er verlor den Gürtel allerdings noch im selben Jahr an den Schweden Anders Eklund. Nach einem klassischen K.-o.-Sieg in Runde 2 im Jahre 1988 gegen Arthur Wright, beendete Evangelista seine Karriere.